# Sezen Aksu
Sezen Aksu, född 13 juli 1954 i Sarayköy, Denizli, Turkiet, är en turkisk sångerska, låtskrivare och musikproducent som sålt över 40 miljoner album världen över. Hon brukar kallas "Drottningen av turkisk pop"  och Minik Serçe ("Lilla Sparven").

## Biografi
Sezen Aksu föddes i Sarayköy, Denizli, Turkiet. Hennes familj flyttade till Bergama när hon var tre år och hon tillbringade sin barndom och tidiga ungdom där. Aksus föräldrar avskräckte henne från att sjunga, eftersom de ville att hon skulle ha ett riktigt yrke som läkare eller ingenjör. Men hon brukade vänta tills de lämnat huset och sjöng då på familjens balkong.  Efter gymnasiet började hon studera vid det lokala jordbruksinstitutet, men lämnade högskolan för att koncentrera sig på musiken.
Tillsammans med sin nära vän Ajda Pekkan, sägs hon ha lagt grunden till turkisk popmusik på 1970-talet. Hennes sound har också spridit sig över Balkan och Grekland.
Hon har engagerat sig i många olika samhällsfrågor såsom kvinnors- och HBTQ-rättigheter samt miljö- och utbildningsreformer i Turkiet. Aksu har varit gift och skild fyra gånger, men har behållit namnet från sitt andra äktenskap med Ali Engin Aksu, doktor i geologi, som för närvarande är bosatt i Kanada. Hon har en son med Sinan Özer, som heter Mithat Can.

## Diskografi

### Studioalbum
- 1977: Allahaısmarladık
- 1978: Serçe
- 1980: Sevgilerimle
- 1981: Ağlamak Güzeldir
- 1982: Firuze
- 1984: Sen Ağlama
- 1986: Git
- 1988: Sezen Aksu'88
- 1989: Sezen Aksu Söylüyor
- 1991: Gülümse
- 1993: Deli Kızın Türküsü
- 1995: Işık Doğudan Yükselir
- 1996: Düş Bahçeleri
- 1997: Düğün ve Cenaze
- 1998: Adı Bende Saklı
- 2000: Deliveren
- 2002: Şarkı Söylemek Lazım
- 2003: Yaz Bitmeden
- 2005: Bahane
- 2005: Bahane Remixes
- 2005: Kardelen
- 2008: Deniz Yıldızı
- 2009: Yürüyorum Düş Bahçeleri'nde...
- 2011: Öptüm

### Singlar
- 1975 Haydi Şansım / Gel Bana
- 1976 Olmaz Olsun / Seni Gidi Vurdumduymaz
- 1976 Kusura Bakma / Yaşanmamış Yıllar
- 1977 Kaybolan Yıllar / Neye Yarar
- 1977 Allahaısmarladık / Kaç Yıl Geçti Aradan
- 1978 Gölge Etme / Aşk
- 1979 Allahaşkına / Sensiz İçime Sinmiyor
- 1979 İlk Gün Gibi / Yalancı
- 1983 Heyamola
- 1992 Hadi Bakalim
- 1993 Sude
- 1997 Cumartesi Türküsü
- 1998 Erkekler
- 1998 Sarı Odalar
- 2001 Remix Maxi Single
- 2006 Tempo (bedrift. Hepsi)